# Zeit muss enden
Zeit muss enden ist ein großangelegter Roman des englischen Schriftstellers Aldous Huxley. Der Roman wurde erstmals im Jahre 1944 unter dem englischen Titel „Time must have a stop“ veröffentlicht. Der Titel des Romans entspricht dabei dem Grundthema des Buches, das auf einer Passage aus einem Werk William Shakespeares beruht.

## Hauptpersonen des Romans
Sebastian Barnack: Ein mit genialen Gaben gesegneter, aber unreifer 17-jähriger, der in einer Problemfamilie aufwachsen musste, ohne elterliche Liebe und Fürsorge. Seine besondere Leidenschaft ist die Dichtkunst, für die er eine geniale Gabe der Inspiration mitbringt. Immer wieder überkommt ihn die dichterische Leidenschaft mit solcher Macht, dass er im Verlaufe der Handlungen lyrische Umschreibungen und Gedichte ersinnt, auch wenn die Umstände oft unpassend sind. Er ist ein Heranwachsender von großer Empfindlichkeit und Scheu, den reale Situationen immer wieder überfordern.
Eustache Barnack: Er ist Sebastians Onkel und hat im Gegensatz zu seinem Bruder John – Sebastians Vater – seine politische Karriere schon zu Anfangs abgebrochen. Durch die Heirat mit einer reichen Frau konnte er sich ganz den schönen Seiten des Lebens zuwenden. Er ist ein Genussmensch, dem fast ausschließlich der sinnenhafte Genuss wichtig ist. Er hat Stil, ist Kunstsammler und hält es für Dummheit, Ideen seine Lebenskraft zu schenken. Er ist im Grunde ein 'passiver' Nihilist, weil er jegliche Metaphysik ablehnt und wie er selbst zugibt nicht genug Energie besitzt, um Idealen oder (wie er sagt) 'geistigen Wirbeltieren' nachzujagen.
Bruno Rontini: Ein Buchhändler mit einem ungeahnten Innenleben. Auf den ersten Blick unscheinbar wirkend, verraten die Augen, dass dieser Mensch inneren Frieden gefunden hat – Frieden mit Gott. Er verfügt über die Gabe, Menschen geradezu in die Seele hineinsehen zu können, wovon er mehrfach Zeugnis ablegt. Im Grunde erfüllt er im Roman die Rolle des Weisen, des 'unerkannten' Weisen, der alle, die ihm begegnen, mit dem Licht der Erkenntnis anfüllt.

## Nebenpersonen
- Die Königin-Mutter: Sie ist eine steinalte, erblindete Frau, die es genießt, am Ende ihres Lebens im Mittelpunkt zu stehen. Sie tyrannisiert ihre Umwelt und nützt jede Gelegenheit aus, ihren Mitmenschen das Leben schwer zu machen. Sie ist ungerecht und grausam, hat aber Angst vor dem nahenden Ende. Deshalb hält sie sooft wie möglich Seancen ab.
- Veronica Thwale: Sie ist die Kammerdienerin der Königin-Mutter. Hinter der Fassade einer hochanständigen Frau verbirgt sie ihre geheime Lust, Menschen bei unmoralischen Handlungen und Leiden zuzusehen. Sie spinnt Intrigen, um diese Situationen absichtlich herbeizuführen, die ihr Lust bereiten. Zusätzlich dazu sinnt sie darauf, um jeden Preis der besseren Gesellschaft anzugehören. Während die Königin-Mutter auf offene Weise bösartig ist, kommt bei ihr außerdem Heimtücke und Skrupellosigkeit hinzu.
- Daisy Ockham: Sie ist immer bereit an das gute im Menschen zu glauben, flüchtet sich dabei jedoch in einen oberflächlichen Philanthropismus. Sie verdrängt jeden eigenen Gedanken an Hass und Abneigung gegen Menschen, der sich jedoch bei ihr indirekt bemerkbar macht: Geliebte Menschen erwähnt sie mit dem Zusatz 'der sehr liebe', abgelehnte mit dem Zusatz 'der arme, liebe'. Sie ist weich und vom Mitleid mit den Menschen zerfressen, denen sie kaum etwas abschlagen kann. Sie verlor ihren einzigen, vergötterten Sohn und sieht in Sebastian eine Inkarnation dieses verlorenen Sohnes.
- Susan Poulshot: Sie ist die Jugendfreundin von Sebastian, die mit ihm zusammen ihre gemeinsame Kindheit verbracht hat. Sie ist heimlich in Sebastian verliebt, vermag es aber nicht, ihm diese Wahrheit zu gestehen. Verborgen und heimlich unterstützt sie ihn, doch sie ahnt, dass ihre Liebe nicht erwidert wird.
- John Barnack: Der Vater von Sebastian ist ein politischer Asket, der sein gesamtes Leben den Idealen, für die er kämpft, untergeordnet hat. Er tyrannisiert seinen Sohn und seine Familie durch seine unbedingte Treue zu seinen Idealen und zu seiner politischen Arbeit. Er ist unerbittlich in seiner Lebensauffassung und lässt keine andere Meinung als seine eigene zu. Verborgen leidet er unter dem Verlust seiner Frau, die ihn eben aufgrund dieser Unerbittlichkeit verlassen hat.

## Leitthema
Das Leitthema des Buches ist der eigentlichen Handlung vorangestellt. Es sind drei Verse von William Shakespeare, deren Sinn im Epilog des Romans erläutert werden. Sie lauten:

„Doch Denken ist des Lebens Sklav, das Leben der Narr der Zeit; und Zeit, die messend schaut die ganze Welt, muss enden.“

## Handlung
Der Roman beginnt mit einer Begegnung von Sebastian mit seiner ihm unbekannten Tante Daisy Ockham. Die beiden treffen sich zufällig in einer Bibliothek. Daisy erkennt in ihm ein Ebenbild ihres tragisch verstorbenen Sohnes, den sie über alles geliebt hat. Nach dieser Begegnung geht Sebastian alleine durch die Stadt und lässt dabei seiner dichterischen Phantasie freien Lauf. Er will seine Jugendfreundin Susan bei ihrem Klavierlehrer abholen und wird das Opfer eines derben Scherzes dieses Klavierlehrers. Verletzt läuft der äußerst verletzliche Sebastian davon und wird von der heimlich in ihn verliebten Susan verfolgt, die ihn schließlich aufmuntert. Gemeinsam gehen sie in ihr gemeinsames Zuhause, denn Sebastian wächst in der Familie seiner Tante auf, weil sein Vater oft auf Reisen ist und ihn vernachlässigt.
Unterwegs erhält Sebastian die Einladung zu einem Fest, die er zunächst nicht annehmen will, weil er sich schämt, ohne ordentlichen Abendanzug hingehen zu müssen, 'den alle anderen haben, nur nicht er'. Er plant, seinen Vater um das Geld für einen solchen Anzug zu bitten, obwohl er zu wissen glaubt, dass sein Vater aufgrund seiner Lebenseinstellung strikt dagegen ist. Sebastian geht spontan zum Haus seines Vaters, wo er keine Gelegenheit bekommt seine Bitte zu äußern – denn seinem Vater ist alles andere wichtiger als die Bedürfnisse seines eigenen Sohnes. Es wird deutlich, dass der Vater dabei nicht nur aufgrund seiner Lebenshaltung dagegen ist, sondern ihm diesen und auch andere Wünsche absichtlich vorenthält – weil Sebastian seiner Mutter ähnelt, die John verließ, was dieser nicht verwunden hat.

Zurück im Hause seiner Zieheltern isst die Gesellschaft gemeinsam zu Abend. Der lange nicht da gewesene Onkel Sebastians, der Lebemann Eustache, will Sebastian bald in seinem Haus in Florenz empfangen. Bei dem Abendessen werden die Familienverhältnisse und die verschiedenen Charaktere deutlich: Der Ziehvater Fred Poulshot ist ein Griesgram, der seiner Familie durch seine düsteren Stimmungen die Lebensfreude absichtlich verdirbt, die Tante ist eine pflichtbewusste, aber engstirnig denkende Frau, der Sohn Jim ist ein Einfaltspinsel. Nach dem Abendessen erscheint John und legt sich mit seinem Bruder Eustache an, weil ihm dessen Einstellung gegen den Strich geht. Eustache kontert gelassen und die Stimmung heizt sich auf. Gerade unter diesen ungünstigen Umständen bringt Sebastian seine Bitte vor, die brüsk von seinem Vater zurückgewiesen wird. In seinem Leid tröstet ihn Susan heimlich.
Die nächsten Kapitel spielen in Florenz und beleuchten das Leben des Kunstsammlers und Müßiggängers Eustache, der sich auf der Fahrt in die Stadt mit der etwas zwielichtigen Mrs. Thwale unterhält, der Kammerdienerin der in sein Haus gekommenen Königin-Mutter. Eustache will seinen Freund und entfernten Verwandten Bruno Rontini treffen. Zunächst jedoch ersteht er einige Aktzeichnungen von Degas, die der Kunsthändler ... ihm anbietet. Beim Mittagessen trifft der Lebemann Paul de Vries, einen naiv-geistigen Menschen, der es als seine Lebensaufgabe ansieht, den Brückenschlag zwischen den verschiedenen Wissenschaften zu schaffen, in dem er eine vereinheitlichte Theorie aller Erscheinungen schafft. Er findet durch Versprecher De Vries’ heraus, dass dieser an Mrs. Thwale interessiert ist. Im Verlaufe des Nachmittages trifft Eustache endlich Bruno Rontini, der etwas in seinem Gesicht zu erkennen glaubt und ihn mahnt, sein müßiggängerisches Leben aufzugeben, 'bevor es zu spät sei'. Rontini macht einige tiefsinnige Bemerkungen, deren Sinn Eustache zwar erahnt, dessen Konsequenz er sich jedoch verschließt. Doch es wird offenbar, dass Eustache – anders als man zunächst geglaubt hat – doch ein schlechtes Gewissen bezüglich mancher Geschehnisse seines vergangenen Lebens hat. Denn er vermag eine ehemals leidenschaftlich von ihm geliebte Frau die nun krank geworden und ihre einstige Schönheit verloren hat, nicht gänzlich von sich zu weisen. Auf dem Wege zu einem Besuch bei ihr begegnet er jedoch einer jüngeren Frau, mit der er hin und wieder eine Affäre hatte, und belügt seine einstige Liebe erneut.
Nun trifft Sebastian in Florenz ein, und gemeinsam mit Eustache ist auch Bruno Rontini bei seiner Ankunft zugegen. Doch Eustache, empört durch den Versuch Rontinis ihn zum Umdenken zu bewegen, manipuliert den leicht beeinflussbaren Sebastian derart, dass dieser Rontini kein Gehör schenkt. Es folgt ein Abend im Hause Eustaches, bei dem Sebastian sich zum ersten Mal ernst genommen fühlt. Im Überschwang der Gefühle schenkt Eustache ihm eine Zeichnung von Degas. Der Abend endet in einer Katastrophe. Während Sebastian leicht betrunken einschläft, erleidet Eustache im W.C. einen Herzanfall und stirbt. Sein Tod wird erst am nächsten Morgen bemerkt, als Sebastian im Garten des Hauses seinen poetischen Neigungen nachgeht.
Die folgenden Kapitel beleuchten abwechselnd einerseits die weiteren Geschehnisse im Haus und andererseits die Geisterexistenz des verstorbenen Eustache, der bei immer wieder abgehaltenen Seancen seine Körperlichkeit sporadisch wiedererlangt. Sebastian handelt unüberlegt und nimmt den ihm von Eustache geschenkten Degas an sich – was von Mrs Thwale beobachtet wird – und verkauft ihn an den Kunsthändler, der ihm weit weniger bietet als den Kaufpreis. Bald nach dem Begräbnis trifft die Alleinerbin – Mrs. Ockham – ein und bringt ihren Rechtsbeistand Mr. Thenning mit, einen kleinlichen Pedanten, der sofort eine umfangreiche Bestandsaufnahme der Kunstschätze des Hauses anlegt. Dabei wird entdeckt, dass der Degas fehlt. Die bösartige Königin-Mutter nimmt das zum Anlass, sofort die Dienerschaft des Diebstahls zu beschuldigen, und Sebastian, der die Sache aufklären könnte, schweigt aus Feigheit.
Ihm wird nun klar, dass ihm keiner glauben würde, dass Eustache ihm den Degas geschenkt hat. Die hinterlistige Mrs. Thwale lenkt den Verdacht auf ein unschuldiges Mädchen der Dienerschaft. Damit erpresst sie Sebastian moralisch und schläft kurze Zeit später mit ihm, obwohl De Vries ihr am selben Tage einen Heiratsantrag gemacht hat. Zufällig findet Sebastian am nächsten Morgen einen Brief von Rontini und plant, ihn um Hilfe zu bitten: Der Degas muss wiederbeschafft und zurückgebracht werden, so dass alles so aussieht, als hätte niemand ihn gestohlen. Rontini erklärt sich bereit, ihm zu helfen, und beschafft den Degas unter Schwierigkeiten von dem Kunsthändler Mr. Greuil wieder. Dafür gibt er Rontini das Versprechen, Mrs. Ockham über die wahren Geschehnisse aufzuklären. Alles geht gut, weil Mr. Greuil aktiv mithilft, das zeitweilige Verschwinden der Zeichnung zu erklären, doch Sebastian bricht aus Schwäche sein Rontini gegebenes Wort und weiht auch Mrs. Ockham nicht ein. Stattdessen wird Rontini im Beisein Sebastians verhaftet, aufgrund einer prahlerischen Bemerkung, die Sebastian zuvor gemacht hat. Als Sebastian bestürzt ins Haus zurückkehrt hat die Dienerschaft aus Rache für den ungerechten Verdacht gegen das Mädchen den Schoßhund der Königin-Mutter vergiftet. Nun sieht Sebastian, was er durch seine Lügenhaftigkeit und seine Schwäche angerichtet hat. Die Haupterzählung schließt damit, dass Sebastian von seinem Vater vorzeitig zurückgerufen wird. Weil sein Maßanzug aber erst später fertig wird, war also alles vergeblich und Sebastian hat für nichts eine große Schuld auf sich geladen.
Der Epilog wird aus der Sicht des gealterten Sebastian erzählt, der Dichter geworden ist und dessen Leben sich wie von Rontini vorausgesehen entwickelt hat. Er erzählt von seiner jüngst zurückliegenden Wiederbegegnung mit Rontini, der todkrank ist. Sebastian kümmert sich aufopfernd um den Menschen, der in seinen letzten Lebenstagen noch einen nachhaltigen Einfluss auf ihn hat. Ein großer Teil des Epilogs besteht aus gesammelten Aufzeichnungen Sebastians. Ganz am Ende versöhnt er sich wenigstens zum Teil mit seinem gealterten Vater.

## Ausgaben
- Aldous Huxley: Time must have a stop. Chatto & Windus, London 1944; Dalkey Archive Press, Normal (Illinois) 2001, ISBN 1-56478-180-1
  - Aldous Huxley: Zeit muß enden. Roman. Aus dem Englischen von Herberth E. Herlitschka. Steinberg Verlag, Zürich 1950; Piper, München 1961, Taschenbuchausgabe 1989, aktuelle (Taschenbuch-)Ausgabe (Titel in neuer Rechtschreibung: Zeit muss enden) 2017, ISBN 978-3-492-50117-0